# Lista de singles número um na Billboard Hot 100 em 2006

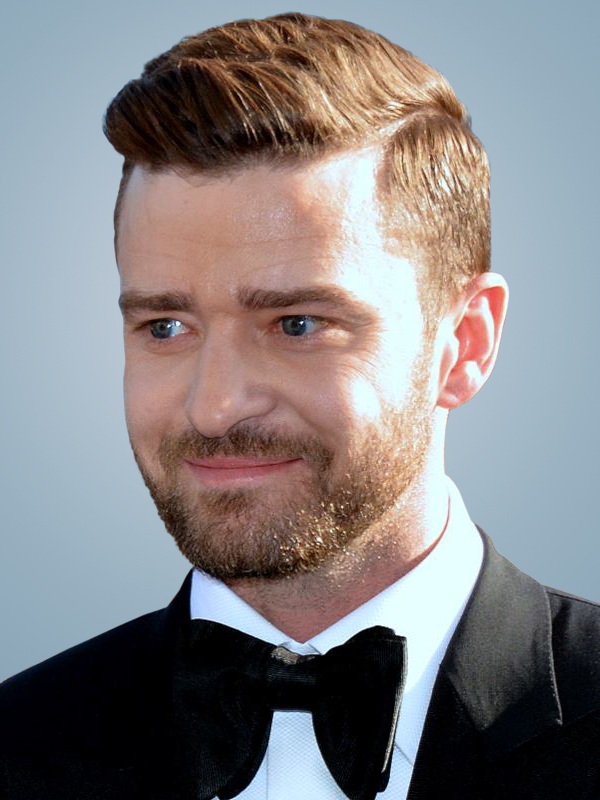
Justin Timberlake conseguiu seu primeiro single número um na Billboard Hot 100 com "SexyBack", que ficou no topo por sete semanas seguidas, sendo o tema com o maior período de tempo nessa posição em 2006.

Este anexo lista os singles número um na Billboard Hot 100 em 2006. A parada musical classifica o desempenho de singles nos Estados Unidos. Publicada pela revista Billboard, os dados são recolhidos pela Nielsen SoundScan, baseado em cada venda semanal física e digital, e também popularidade da canção nas rádios. No ano de 2006, 18 singles chegaram ao topo da parada, o maior índice de números um em um único ano desde 1991.
 Embora 19 singles alcançaram a primeira posição da parada em 52 edições da revista, "Don't Forget About Us", da cantora Mariah Carey, entrou na parada em 2005 e foi excluído.
Akon, James Blunt, Ne-Yo, Daniel Powter, Rihanna, Shakira, Taylor Hicks, Nelly Furtado, Timbaland, Fergie, Justin Timberlake e T.I., em 2006, conseguiram seu primeiro single número um, seja como cantor principal ou convidado; já Beyoncé Knowles e Timberlake, conseguiram duas primeiras posições. Neste ano, oito singles de colaboração alcançaram o topo, quebrando o recorde dos anos de 2003 e 2004, ambos com sete.
"Irreplaceable", de Beyoncé, foi o single de 2006 que ficou mais tempo tempo na parada, onde permaneceu por 10 semanas consecutivas, do fim de dezembro ao fim de fevereiro de 2007. "Irreplaceable" se tornou o 20° single a ficar 10 semanas em número um, desde que a era dos "longer-running" começou em 1992.[a] Outros singles que ficaram por um tempo considerável na parada foram "SexyBack" de Justin Timberlake, que ficou no topo por sete semanas, e "Promiscuous" de Nelly Furtado, com seis semanas. "Check on It" de Beyoncé e "Bad Day" de Daniel Powter, ficaram ambos por cinco semanas.
"Bad Day" foi o mais bem sucedido single do ano, ficando no topo do Billboard Year-End Hot 100 singles of 2006. "Hips Don't Lie" deu a Shakira seu primeiro single número um desde que iniciou sua carreira em 1996. Também foi a primeira vez que um artista da América do Sul chegou ao topo da Billboard Hot 100. Em 2006, Powter e Furtado foram os únicos artistas canadenses a alcançar o topo da parada.

## Histórico

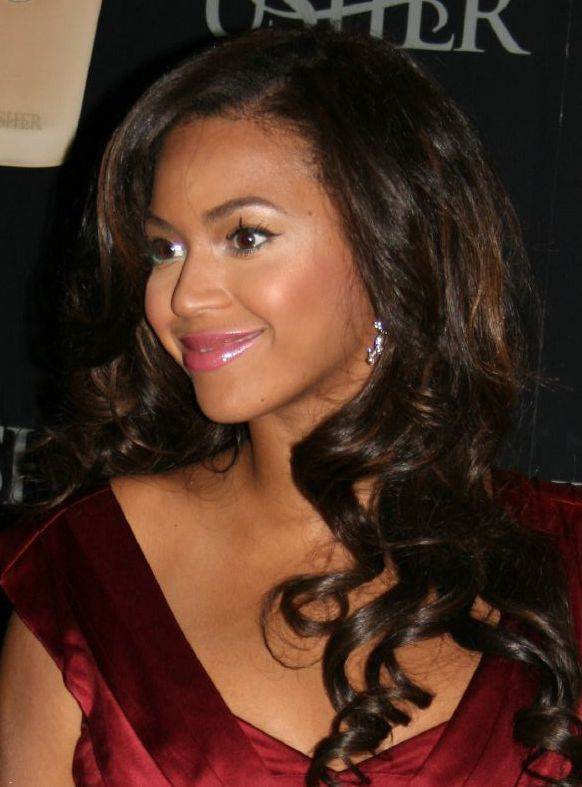
Com "Check on It" e "Irreplaceable", Beyoncé foi a segunda artista que mais semanas ocupou o topo da tabela em 2006.

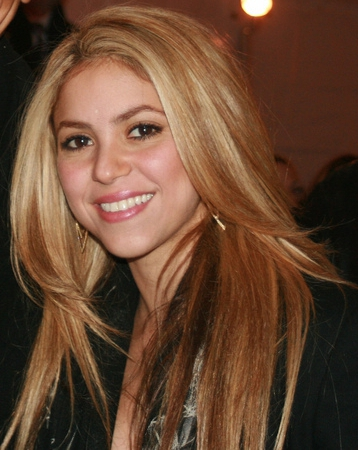
A colombiana Shakira obteve seu primeiro single número um nos Estados Unidos com "Hips Don't Lie", tornando-se o primeiro artista sul americano na história a conseguir esse feito.

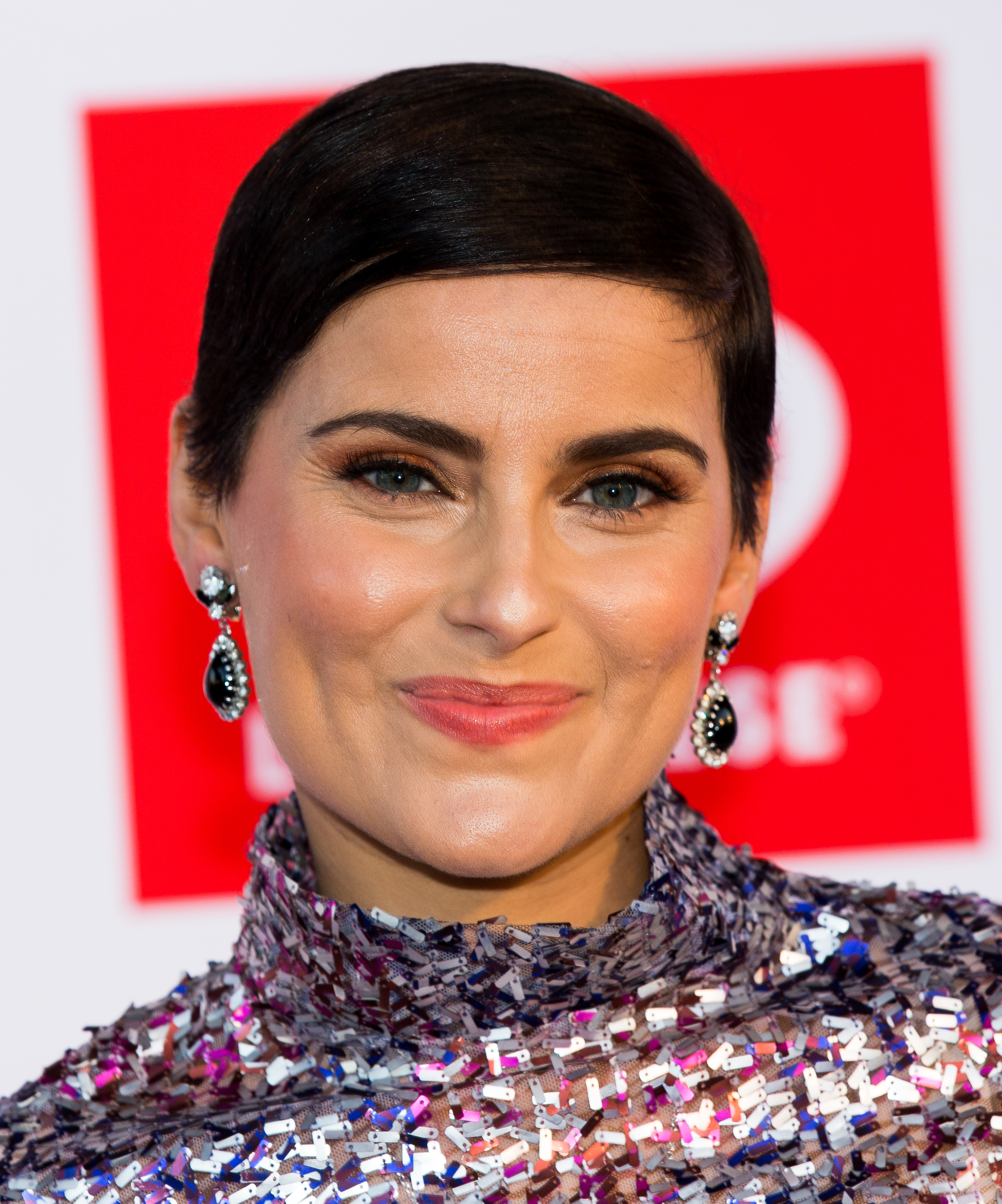
A canadense Nelly Furtado conseguiu seu primeiro single número um nos Estados Unidos com "Promiscuous", que permaneceu no topo por seis semanas consecutivas.

| Data da publicação | Canção                  | Artista(s)                                      | Referência(s) |
| ------------------ | ----------------------- | ----------------------------------------------- | ------------- |
| 7 de janeiro       | "Don't Forget About Us" | Mariah Carey                                    | [ 10 ]        |
| 14 de janeiro      | "Laffy Taffy"           | D4L                                             | [ 11 ]        |
| 21 de janeiro      | "Grillz"                | Nelly com participação de Paul Wall, Ali e Gipp | [ 12 ]        |
| 28 de janeiro      | "Grillz"                | Nelly com participação de Paul Wall, Ali e Gipp | [ 13 ]        |
| 4 de fevereiro     | "Check on It"           | Beyoncé com participação de Slim Thug           | [ 14 ]        |
| 11 de fevereiro    | "Check on It"           | Beyoncé com participação de Slim Thug           | [ 15 ]        |
| 18 de fevereiro    | "Check on It"           | Beyoncé com participação de Slim Thug           | [ 16 ]        |
| 25 de fevereiro    | "Check on It"           | Beyoncé com participação de Slim Thug           | [ 17 ]        |
| 4 de março         | "Check on It"           | Beyoncé com participação de Slim Thug           | [ 18 ]        |
| 11 de março        | "You're Beautiful"      | James Blunt                                     | [ 19 ] [ 20 ] |
| 18 de março        | "So Sick"               | Ne-Yo                                           | [ 21 ]        |
| 25 de março        | "So Sick"               | Ne-Yo                                           | [ 22 ]        |
| 1 de abril         | "Temperature"           | Sean Paul                                       | [ 23 ]        |
| 8 de abril         | "Bad Day"               | Daniel Powter                                   | [ 24 ]        |
| 15 de abril        | "Bad Day"               | Daniel Powter                                   | [ 25 ]        |
| 22 de abril        | "Bad Day"               | Daniel Powter                                   | [ 26 ]        |
| 29 de abril        | "Bad Day"               | Daniel Powter                                   | [ 27 ]        |
| 6 de maio          | "Bad Day"               | Daniel Powter                                   | [ 28 ]        |
| 13 de maio         | "SOS"                   | Rihanna                                         | [ 29 ]        |
| 20 de maio         | "SOS"                   | Rihanna                                         | [ 30 ]        |
| 27 de maio         | "SOS"                   | Rihanna                                         | [ 31 ]        |
| 3 de junho         | "Ridin'"                | Chamillionaire com participação de Krayzie Bone | [ 32 ]        |
| 10 de junho        | "Ridin'"                | Chamillionaire com participação de Krayzie Bone | [ 33 ]        |
| 17 de junho        | "Hips Don't Lie"        | Shakira com participação de Wyclef Jean         | [ 34 ]        |
| 24 de junho        | "Hips Don't Lie"        | Shakira com participação de Wyclef Jean         | [ 35 ]        |
| 1 de julho         | "Do I Make You Proud"   | Taylor Hicks                                    | [ 36 ] [ 37 ] |
| 8 de julho         | "Promiscuous"           | Nelly Furtado com participação de Timbaland     | [ 38 ]        |
| 15 de julho        | "Promiscuous"           | Nelly Furtado com participação de Timbaland     | [ 39 ]        |
| 22 de julho        | "Promiscuous"           | Nelly Furtado com participação de Timbaland     | [ 40 ]        |
| 29 de julho        | "Promiscuous"           | Nelly Furtado com participação de Timbaland     | [ 41 ]        |
| 5 de agosto        | "Promiscuous"           | Nelly Furtado com participação de Timbaland     | [ 42 ]        |
| 12 de agosto       | "Promiscuous"           | Nelly Furtado com participação de Timbaland     | [ 43 ]        |
| 19 de agosto       | "London Bridge"         | Fergie                                          | [ 44 ]        |
| 26 de agosto       | "London Bridge"         | Fergie                                          | [ 45 ]        |
| 2 de setembro      | "London Bridge"         | Fergie                                          | [ 46 ]        |
| 9 de setembro      | "SexyBack"              | Justin Timberlake                               | [ 47 ]        |
| 16 de setembro     | "SexyBack"              | Justin Timberlake                               | [ 48 ]        |
| 23 de setembro     | "SexyBack"              | Justin Timberlake                               | [ 49 ]        |
| 30 de setembro     | "SexyBack"              | Justin Timberlake                               | [ 50 ]        |
| 7 de outubro       | "SexyBack"              | Justin Timberlake                               | [ 51 ]        |
| 14 de outubro      | "SexyBack"              | Justin Timberlake                               | [ 52 ]        |
| 21 de outubro      | "SexyBack"              | Justin Timberlake                               | [ 53 ]        |
| 28 de outubro      | "Money Maker"           | Ludacris com participação de Pharrell Williams  | [ 54 ]        |
| 4 de novembro      | "Money Maker"           | Ludacris com participação de Pharrell Williams  | [ 55 ]        |
| 11 de novembro     | "My Love"               | Justin Timberlake com participação de T.I.      | [ 56 ]        |
| 18 de novembro     | "My Love"               | Justin Timberlake com participação de T.I.      | [ 57 ]        |
| 25 de novembro     | "My Love"               | Justin Timberlake com participação de T.I.      | [ 58 ]        |
| 2 de dezembro      | "I Wanna Love You"      | Akon com participação de Snoop Dogg             | [ 59 ]        |
| 9 de dezembro      | "I Wanna Love You"      | Akon com participação de Snoop Dogg             | [ 60 ]        |
| 16 de dezembro     | "Irreplaceable"         | Beyoncé                                         | [ 61 ]        |
| 23 de dezembro     | "Irreplaceable"         | Beyoncé                                         | [ 62 ]        |
| 30 de dezembro     | "Irreplaceable"         | Beyoncé                                         | [ 63 ]        |